# Djahan II
Djahan II (även Shah Jahan II); född som Rafi ad Daula, född 1702, död 7 september 1719, uppsteg på den indiska stormogultronen den 8 juni 1719 som sin bror Rafi ad Daradjats efterträdare och som de beryktade Saiyidbrödernas marionett. Han avsattes och mördades liksom sin bror, efter en kort tid på tronen, och efterträddes av en tredje bror, Mohammed Ibrahim.